# Los condenados (película)
Los condenados es el tercer largometraje del director español Isaki Lacuesta. Fue rodada en Buenos Aires, Barcelona y en la selva de Perú.

## Sinopsis
Martín, un antiguo militante de izquierda argentino que lleva más de treinta años exiliado en España, recibe la llamada de un antiguo camarada, Raúl, que le pide que vuelva a Argentina. El objetivo es ayudarle en los trabajos de excavación que Raúl ha iniciado en la selva tucumana, escenario de enfentamientos entre la guerrilla y el ejército, en búsqueda de los restos de un compañero de ambos, Ezequiel, desaparecido por los militares. Obligados a vivir varios días bajo el mismo techo, los viejos amigos comprobarán cómo su forma de entender el mundo ha cambiado mucho desde entonces. La tensión irá en aumento y, a medida que la búsqueda avance, iremos intuyendo que Raúl y Martín conocen el paradero de Ezequiel mejor de lo que ellos mismos intentan hacer creer a los demás. El argumento no pretende profundizar en la memoria histórica; arranca del presente y como éste puede cambiar la forma de comportarnos en el futuro.

## Reparto
- Bárbara Lennie como Silvia
- Daniel Fanego como Martín
- Nazareno Casero como Pablo
- Leonor Manso como Andrea
- Arturo Goetz como Raúl
- María Fiorentino como Vicky
- Arturo Prato como Excavador
- Leticia Poirier como Excavadora
- Juana Hidalgo como Luisa
- Daniel Pancelli Sartorelli como Excavador

## Premios
54.ª edición de los Premios Sant Jordi
| Categoría                         | Candidata      | Resultado |
| --------------------------------- | -------------- | --------- |
| Mejor actriz en película española | Bárbara Lennie | Ganadora  |

- FIPRESCI de la crítica internacional, 57 Festival internacional de cine de San Sebastián.

- Gaudí 2010 a la mejor película en lengua no catalana.